# Chlosyne janais
Chlosyne janais is een vlinder uit de familie Nymphalidae.

## Verspreidingsgebied
De soort komt voor van het noorden van Colombia tot aan Mexico en het zuiden van Texas. In het tropische deel van het verspreidingsgebied vliegt de soort het hele jaar door, in Texas vliegen diverse generaties van juli tot december. De habitat bestaat uit subtropisch bosgebied. De vlinders zijn met name te vinden langs bosranden, bij waterstromen en op open plekken.

## Omschrijving
De spanwijdte bedraagt 48 tot 67 millimeter. De voorvleugel is zwart met kleine witte puntjes, de achtervleugel heeft een brede zwarte rand met twee rijen witte puntjes, rond een oranjerode vlek met enkele zwarte puntjes. De onderkant van de achtervleugel heeft aan de basis een lichtgeel veld met zwarte vlekjes, aan de buitenkant een zwarte band met gele vlekken en witte puntjes, en tussen de zwarte band en het gele veld een oranje baan die niet helemaal tot de voorrand doorloopt.

## Waardplanten
De waardplanten van Chlosyne janais zijn van de familie van de Acanthaceae. De rups is bleek grijsgroen, met zwarte ringen midden op de segmenten, oranje vlekken, oranje buikschuivers en een oranje kop. Op de zwarte ringen zitten vertakte uitsteeksels.

## Voortplanting en voedsel
De eieren worden gelegd in groepen aan de onderzijde van de bladeren van de waardplanten. De rupsen voeden zich op de plek waar ze zijn uitgekomen, dus aan de onderzijde van de bladen. De rupsen zijn in staat om in hoog tempo de bladeren op te eten. De imagines voeden zich met de nectar van diverse bloemen die gevonden worden in de onderlaag van de biotoop.

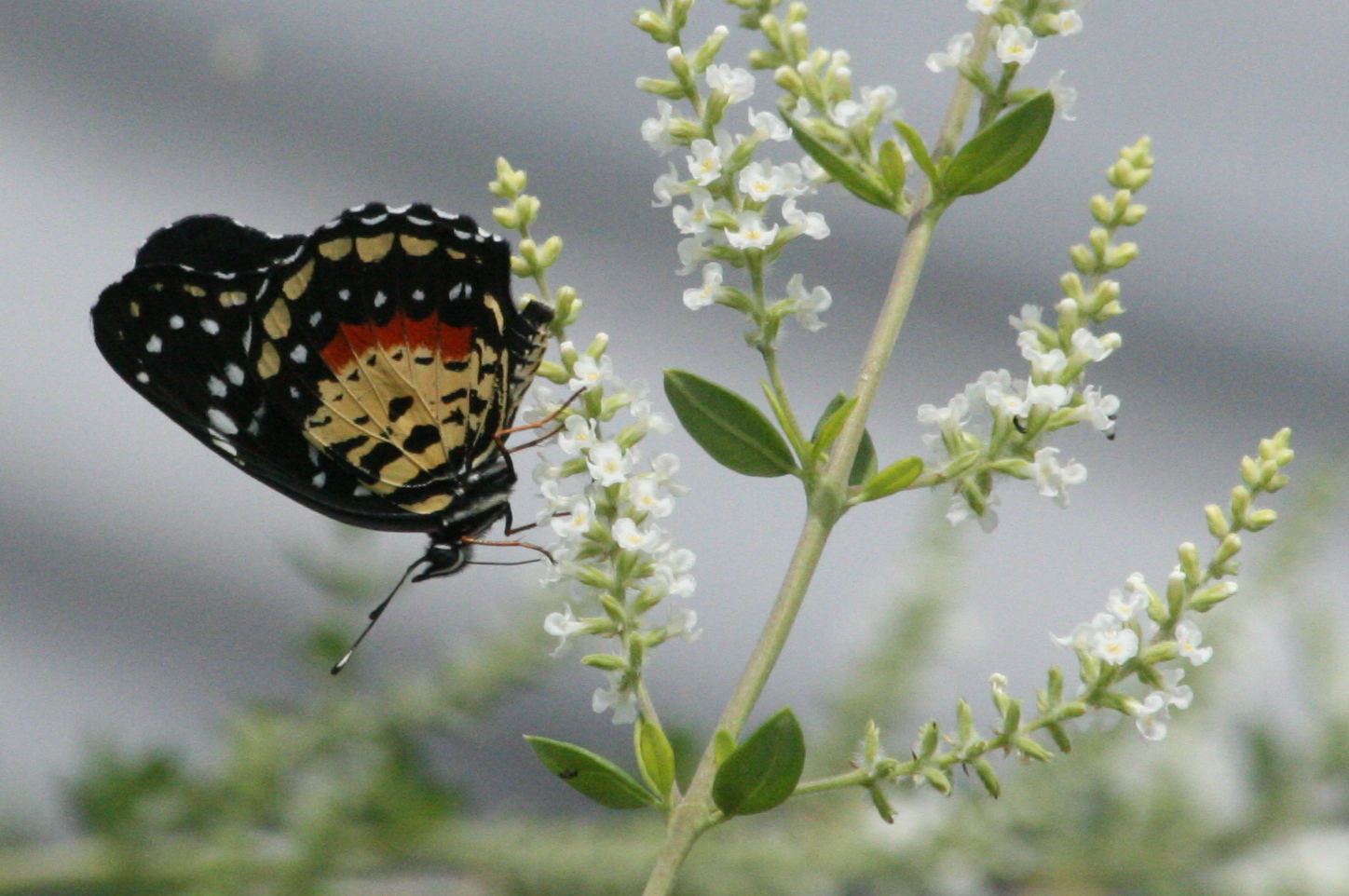
Onderzijde van de vleugels